# Mayener Straße 2/4, Am Güterbahnhof 1

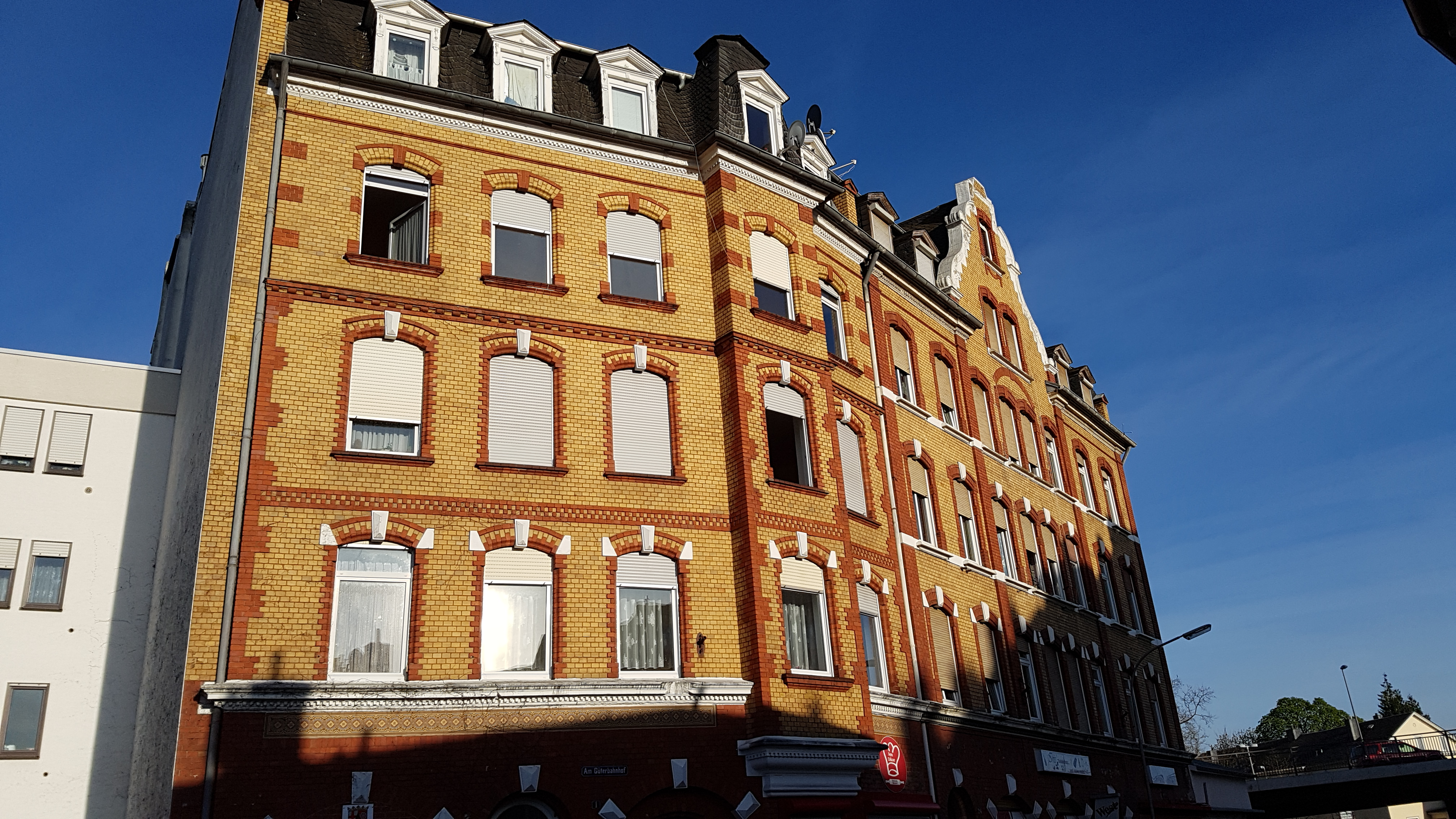
Blick von der Mayener Straße

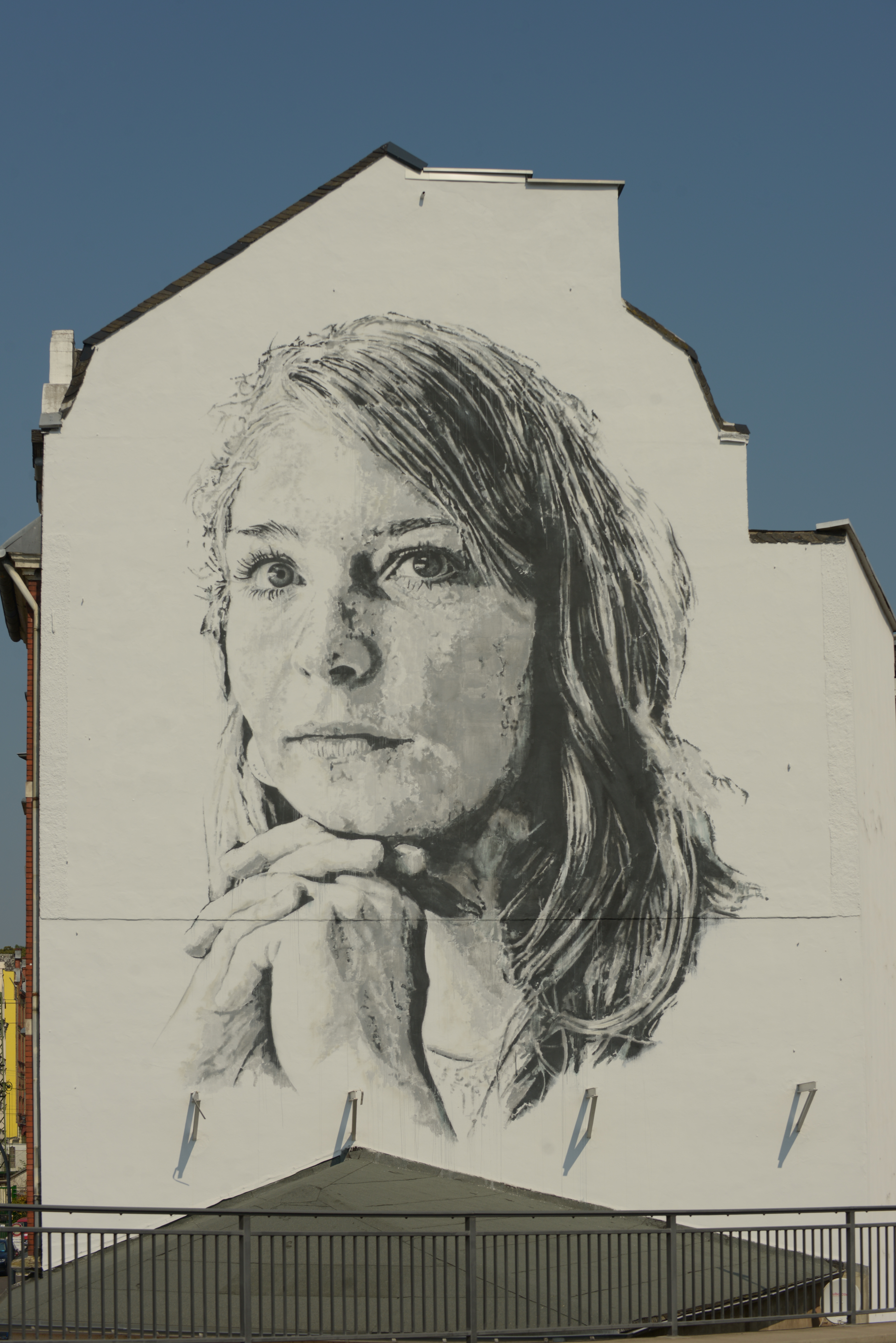
Das Mädchen von Hendrik Beikirch

Die Gebäudezeile Mayener Straße 2/4 & Am Güterbahnhof 1 befindet sich im Koblenzer Stadtteil Lützel in der Nähe der Bahnhofs Koblenz-Lützel. Die Gebäude stehen unter Denkmalschutz. Auf dem Gebäude Nr. 2 brachte der Künstler Hendrik Beikirch 2018 ein Graffiti für den Frauennotruf an.

## Lage
Das Gebäude Mayener Straße 2/4 & Am Güterbahnhof 1 befindet sich im Koblenzer Stadtteil Lützel an der Kreuzung der Mayener Straße – einer der Hauptstraßenzüge Lützels – mit der Straße Am Güterbahnhof. Der Personenbahnhof des Bahnhofs Koblenz-Lützel befindet sich in unmittelbarer Nähe. Außerdem grenzt das Gebäude an den Wilhelm-Stöppler-Platz.

## Baugefüge
Die kurze Gebäudezeile Mayener Straße 2/4 & Am Güterbahnhof 1 besteht aus drei ähnlich gestalteten, vierstöckigen Wohn- und Geschäftshäusern aus dem Ende des 19. Jahrhunderts.

## Das Mädchen
Die südliche Mauer des Gebäudes der Mayener Straße 2 wurde jahrzehntelang bis 2018 als großflächige Werbefläche einer regionalen Transportfirma genutzt. Dieser Gebäudeteil ist ein axialer Blickpunkt von der Balduinbrücke in Richtung Lützel. Auf Initiative des Frauennotrufs überließen Inhaber des Hauses beziehungsweise des Unternehmens die Fläche kostenlos und auf unbegrenzte Zeit dem Künstler Hendrik Beikirch, der dort mit dem Graffiti „Das Mädchen“ ein Zeichen für das Recht auf Selbstbestimmung und Selbstentfaltung aller Menschen setzte. Am 17. August 2018 überreichte Beikirch das Graffiti dem Frauennotruf.

## Denkmalschutz
Die Gebäudezeile ist ein geschütztes Kulturdenkmal nach dem Denkmalschutzgesetz (DSchG) und ist in der Denkmalliste des Landes Rheinland-Pfalz eingetragen.